# Лихорадка неясного происхождения
Лихорадка неясного генеза (лат. febris e causa ignota) — ситуация, при которой повышение температуры тела пациента является основным или единственным симптомом, а диагноз остаётся неясным после проведения рутинного, а в ряде случаев и дополнительного обследования (то есть лихорадка неясного генеза является диагнозом исключения).
В основе лихорадки неясного генеза может лежать широкий спектр заболеваний (инфекционного, неопластического характера, системные заболевания соединительной ткани и др.).

## Критерии лихорадки неясного генеза
- температура тела пациента 37,0 °C и выше (примечание: для пациентов с повышенной температурой тела с рождения будет 38,3 °C и выше)
- длительность лихорадки три недели и более, либо эпизоды подъёма температуры в течение этого срока; в педиатрии критерий длительности определяется как «не менее 8 дней».[1]
- неясность диагноза после проведения обследования с помощью обычных методов

## Дифференциальный диагноз
В числе заболеваний, которые могут лежать в основе лихорадки неясного генеза, рассматриваются, в частности:
- Бактериальные инфекции
  - Местные инфекции: мастоидит, синусит, пневмония, остеомиелит, пиелонефрит, абсцесс (абдоминальный, брюшной)
  - Общее заболевание: туберкулез, бруцеллез, сальмонеллез, лептоспироз, туляремия, иерсиниоз
- Вирусные инфекции
  - Вирусный гепатит
  - Цитомегаловирус
  - Вирус Эпштейна-Барр (мононуклеоз)
  - Вирус иммунодефицита человека
- Грибковые инфекции
  - Кокцидиоидомикоз (Disseminated coccidioidomycosis)
  - Disseminated histoplasmosis
- Смешанные
  - Малярия
  - Пятнистая лихорадка Скалистых гор
  - Сифилис
  - Болезнь Лайма
  - Токсоплазмоз
- Неоплазия
  - Лейкоз
  - Лимфома
  - Болезнь Ходжкина
  - Нейробластома
- Коллагенозы
  - Болезнь Стилла
  - Системная эритематозная волчанка
  - Острая ревматическая лихорадка
- Прочее
  - Воспалительные заболевания кишечника
  - Синдром Кавасаки
  - Тиреоидит
  - Побочные действия лекарственных препаратов
  - Неестественная лихорадка (Factitious fever)
  - Хроническое отравление мышьяком